# Jan Timman
Jan Timman (Ámsterdam, 14 de diciembre de 1951) es un jugador de ajedrez y Gran Maestro Internacional neerlandés. Es ampliamente conocido entre los aficionados al Ajedrez, por ser autor del superventas El arte del análisis, considerado por diversas fuentes como uno de los mejores libros de ajedrez escritos, y por protagonizar el documental liffde voor hout o Amor por la madera de 1979, como también por su labor como compositor de problemas artísticos de finales de partida. 
Sus mayores éxitos se produjeron durante las décadas de 1970 y 1980. Ha ganado el campeonato nacional de los Países Bajos en nueve ocasiones. Ha sido candidato al Campeonato del Mundo. Jugó la final del Campeonato del Mundo de la FIDE en 1993, perdiendo contra Anatoly Karpov. Durante los años 1980 y comienzos de los años 1990, fue considerado el mejor jugador no soviético. En la lista de jugadores de la FIDE de mayo de 2009 ocupa el lugar número 319 del mundo, tomando en consideración solamente a los jugadores activos, con 2566 puntos Elo.